# Trichocalyx
Trichocalyx là một chi thực vật thuộc họ Acanthaceae. Chi này có các loài sau (tuy nhiên danh sách này có thể chưa đủ):
- Trichocalyx obovatus, Balf.f.
- Trichocalyx orbiculatus, Balf.f.